# Robsonius sorsogonensis
Robsonius sorsogonensis là một loài chim trong họ Locustellidae, nhưng trước đây từng xếp trong họ Pellorneidae.
Loài này tách ra từ Robsonius rabori theo nghiên cứu năm 2006 của Collar.

## Các phân loài
- R. s. mesoluzonicus (duPont, 1971): trung Luzon.
- R. s. sorsogonensis (Rand & Rabor, 1967): nam Luzon.